# Ronny Modigs
Mats Ronny Modigs, född 28 november 1965 i Falun, är en svensk officer i Armén.

## Biografi
Modigs inledde sin militära karriär i Armén som värnpliktig vid Dalregementet under 90-talet (I 13). Efter att Dalregementet avvecklades sommaren 2000, kom han att bland annat tjänstgöra vid specialförbanden och var under en tid förbandschef för Särskilda skyddsgruppen. Åren 2008 var han kontingentschef för den svenska truppstyrkan TD01/F i Eufor Tchad/RCA. Därefter har han bland annat varit chef för sektionen för nordiskt samarbete vid Högkvarterets ledningsstab. Han har även varit chef för den militärvetenskapliga institutionen vid Försvarshögskolan.  Åren 2020–2021 tjänstgjorde han vid Arméstaben i Enköping som införandeledare för arméns nya regementen. Den 23 oktober 2021 tillträdde han som chef för det återetablerade Dalregementet, med ett förordnande längst till den 30 november 2025.